# Peckoltia compta
Peckoltia compta — вид риб з роду Peckoltia родини Лорікарієві ряду сомоподібні.

## Опис
Загальна довжина сягає 6,2 см. Голова велика, морда трохи витягнута. Очі помірно великі з райдужною оболонкою. Є бічний гребінь. Рот являє собою «присоску». Зуби щіткоподібні, на обох щелеп мають однаковий розмір. Тулуб кремезний, подовжений, вкрито кістковими пластинками. Спинний та грудний плавці мають жорсткі промені. Спинний плавець високий, доволі довгий. Жировий плавець невеличкий. Грудні плавці широкі. Черевні трохи менше за останні. Анальний плавець маленький, скошений. У самця хвостове стебло і хвостовий плавець вкрито у волосинні, у самиць — гладенький або волосини коротенькі. Хвостовий плавець широкий, з розгалуженими променями.
Забарвлення жовте з темними жовтувато-коричневими до чорно-коричневого смугами. Усі плавці з темними смугами. З віком стає майже бежевого кольору з багатьма вузькими смугами.

## Спосіб життя
Воліє до помірно прозорих водойм. Зустрічається на швидких ділянках річок з кам'янистим дном. Вдень ховається серед корчів та рослин. Активна вночі. Живиться дрібними безхребетними та водоростями.
Статева зрілість настає у віці 2,5 років. Нерест відбувається у печерках.

## Розповсюдження
Є ендеміком Бразилії, мешкає у річках Пара, Тапажос.